# WONDER BOY'S AKUMU CLUB
『WONDER BOY'S AKUMU CLUB』（ワンダー・ボーイズ・アクム・クラブ）は、野田洋次郎が2024年9月25日にEMI Recordsからリリースした1枚目のオリジナル・アルバム。

## 概要
RADWIMPSのボーカルである野田洋次郎の、ソロ名義での初のアルバムである。
2024年4月15日に、同年秋のリリースが発表され、6月28日には発売日と収録曲が発表された。
野田はアルバムについて「私小説的なもの」と述べているほか、一部の曲にRADWIMPSのメンバーである桑原・武田が参加していることも明かしている。

## 収録曲
2024年6月28日に収録曲が発表された。
| #   | タイトル                         | 作詞 | 作曲・編曲 |
| --- | -------------------------------- | ---- | ---------- |
| 1.  | 「PAIN KILLER」                  |      |            |
| 2.  | 「STRESS ME」                    |      |            |
| 3.  | 「EVERGREEN feat.kZm」           |      |            |
| 4.  | 「HOLY DAY HOLY」                |      |            |
| 5.  | 「SHEETA」                       |      |            |
| 6.  | 「HYPER TOY」                    |      |            |
| 7.  | 「KATATOKI」(野田洋次郎 & J.I.D) |      |            |
| 8.  | 「WALTZ OF KARMA」               |      |            |
| 9.  | 「BITTER BLUES」                 |      |            |
| 10. | 「PEACE YES」                    |      |            |
| 11. | 「PIPE DREAM」                   |      |            |
| 12. | 「HAZY SIGH」                    |      |            |
| 13. | 「LAST LOVE LETTER」             |      |            |

## 楽曲解説
アメリカのビートメイカーHOLLYから、10年近く前から送られてきていたビートが契機となって制作されている。そのため、多くの曲でヒップホップの手法が用いられている。
PAIN KILLER

STRESS ME

ヒップホップ要素が特に強い曲。
歌詞に羽生結弦が登場する。
EVERGREEN feat.kZm
アルバムの中では1番古くからあった曲。
HOLY DAY HOLY
SHEETA
野田が「小さい頃に衝撃を受けた『シータ』」に向けて書いた曲。
HYPER TOY
KATATOKI
WALTZ OF KARMA
BITTER BLUES
PEACE YES
歌詞に孫正義が登場する。
PIPE DREAM
HAZY SIGH
LAST LOVE LETTER
「まだ見ぬ未来のパートナーに向けて作った曲」だと述べている。この曲がアルバムの最後にあることで、幸せな気持ちで終われるという。

## 演奏
- 野田洋次郎：Vocal, Guitar, Piano, Synthesizer, Programming
- kZm：Rap (#3)
- J.I.D：Rap (#3)
- 桑原彰 (RADWIMPS)：Guitar (#2.3.6.8.11.13)
- 武田祐介 (RADWIMPS)：Bass (#6.8)